# البانو دی لوکانیا
البانو دی لوکانیا (به ایتالیایی: Albano di Lucania) یک سکونتگاه مسکونی در ایتالیا است که در استان پوتنزا واقع شده‌است.

## خصوصیات
البانو دی لوکانیا ۵۵ کیلومترمربع مساحت و ۱٬۶۰۲ نفر جمعیت دارد و ۸۹۹ متر بالاتر از سطح دریا واقع شده‌است.